# Haus Kurfürstenstraße 114 (Berlin)

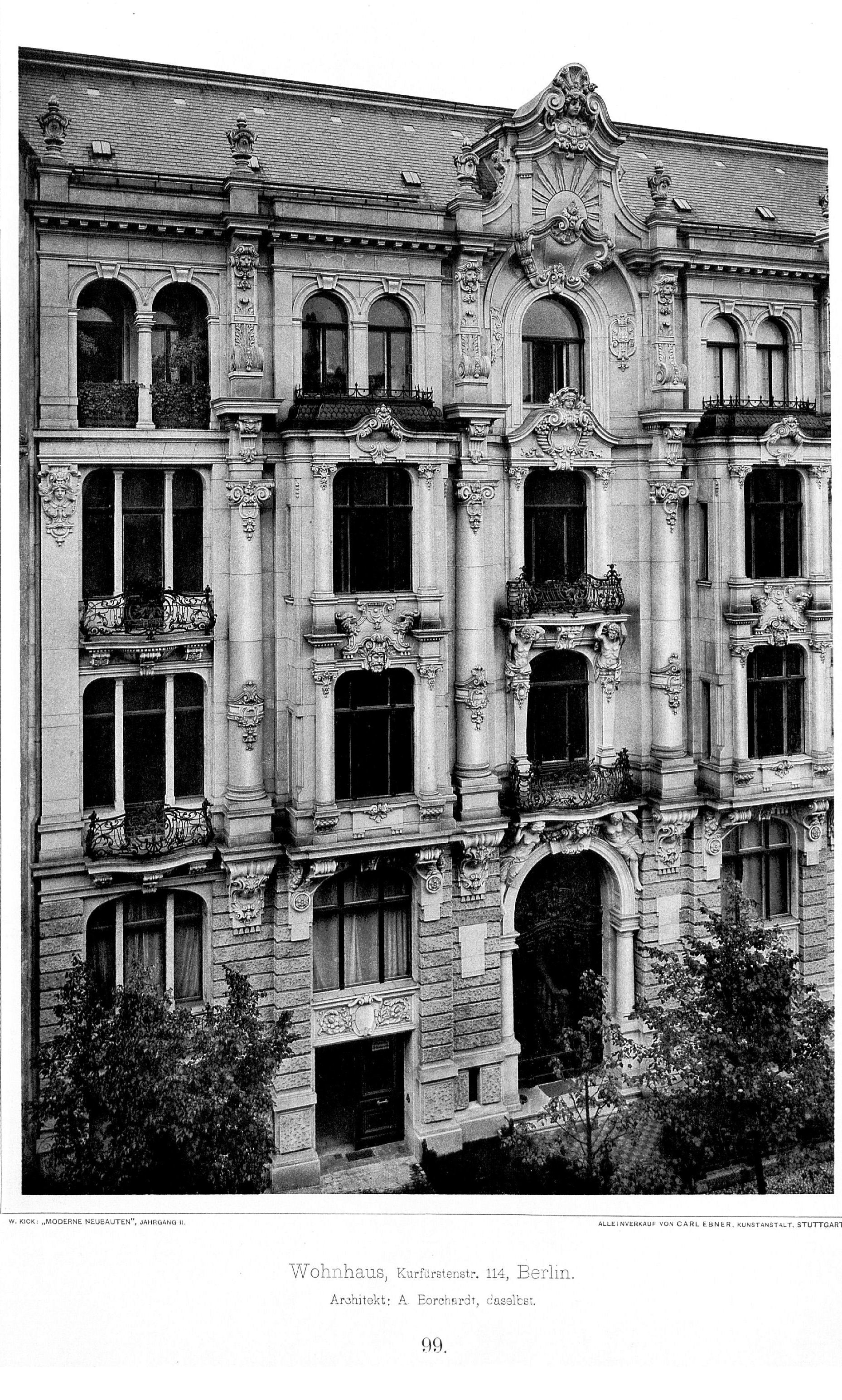
Haus Kurfürstenstraße 114 (vor 1895)

Das Haus Kurfürstenstraße 114 im Berliner  Ortsteil Tiergarten war ein Mehrfamilienwohnhaus im Stil des Historismus, das nicht mehr erhalten ist.

## Beschreibung
Das Gebäude wurde vor 1895 nach Plänen von A. Borchardt (auch H. Borchardt) erbaut. Die Fassade wurde in Burgpreppacher Sandstein von Ph. Holzmann & Cie. in Frankfurt am Main ausgeführt. Im Haus war eine Luftheizung installiert. Die gesamten Baukosten betrugen einschließlich der inneren Einrichtung und der Beleuchtungskörper 200.000 Mark (kaufkraftbereinigt in heutiger Währung: rund 1,73 Millionen Euro).
Im Jahr 1931 wurde der Name des Eigentümers mit Ausländer angegeben. Ab 1933 war das Haus Kurfürstenstraße 114 für ein bis drei Jahre Sitz der Inspektion für Reit- und Fahrwesen der SA.